# T. Clifton Morgan
T. Clifton Morgan (* 1956) ist ein US-amerikanischer Politikwissenschaftler, der an der Rice University forscht und lehrt. In seiner Forschung setzt er formale Modellierungstechniken ein, um außenpolitische Entscheidungen und internationale Konflikte zu erklären. 2011 amtierte er als Präsident der Peace Science Society (International).
Morgan machte sein Bachelor-Examen 1978 an der University of Oklahoma, den Master-Abschluss 1980 an der University of Texas at Austin, wo er 1986 zum Ph.D. promoviert wurde. Danach war er National Fellow der Hoover Institution an der Stanford University. Es folgte eine Assistenzprofessur an der Florida State University, die er an der Rice University fortsetzte, wo er 1991 Associate Professor wurde und 1997 Full Professor.

## Schriften (Auswahl)
- Mit Glenn Palmer: A theory of foreign policy. Princeton University Press, Princeton 2006, ISBN 9780691123592.
- Untying the knot of war. A bargaining theory of international crises. University of Michigan Press, Ann Arbos 1994, ISBN 047210277X.